# Glycera longissima
Glycera longissima är en ringmaskart som beskrevs av Arwidsson 1899. Glycera longissima ingår i släktet Glycera och familjen Glyceridae. Inga underarter finns listade i Catalogue of Life.